# Petro Koval'čuk
Petro Jaroslavovyč Koval'čuk (in ucraino Петро Ярославович Ковальчук?; Serednij Majdan, 28 maggio 1984) è un calciatore ucraino, centrocampista del Bad Wildungen.

## Carriera
Ha giocato nella prima divisione dei campionati ucraino, bielorusso e tagiko.

## Palmarès

### Club

#### Competizioni nazionali
- Campionato tagiko: 3

Istiklol: 2015, 2016, 2017
- Coppa del Tagikistan: 2

Istiklol: 2015, 2016
- Supercoppa del Tagikistan: 2

Istiklol: 2015, 2016